# Liste der Kelurahan in Tanjung Pinang
Diese Liste der Kelurahan gibt den Einwohnerstand zum Jahresende 2022 (Semester II/2022) und genau ein Jahr später für alle Kelurahan (Dörfer städtischen Typs) in der Stadt Tanjung Pinang (Provinz Kepulauan Riau) wieder. Binnen eines Jahres stieg die Bevölkerungszahl dieser 18 Kelurahan um 4.553 Einwohner.
Neben der Fläche und den Einwohnerzahlen sind auch deren Zugehörigkeiten zu den 4 Kecamatan aufgeführt, ebenso die errechneten Ergebnisse der Bevölkerungsdichte (in Einw. je km²) sowie des Geschlechterverhältnisses (Sex Ratio). Als erste Spalte ist der Strukturcode des indonesischen Innenministeriums angegeben. Er gibt gleichfalls Aufschluss über die Zugehörigkeit der Dörfer zu den übergeordneten Verwaltungsebenen: Die ersten drei Zahlenpärchen werden durch Punkte getrennt und geben die Provinz, den Regierungsbezirk (Kabupaten) und den Distrikt (Kecamatan) an. Als letztes folgt nach einem weiteren Trennungspunkt der vierstellige „Dorfcode“ – wobei städtisch geprägte Kelurahan immer mit 1 und „normale“ (ländliche) Desa mit einer 2 beginnen. Die Statistikseiten von BPS (Badan Pusat Statistik) verwenden eine andere Nomenklatur, auf die hier nicht näher eingegangen werden soll, da sie nur bei den Volkszählungen Anwendung findet.
Die Bevölkerungs- und Flächendaten in dieser Tabelle entstammen alle Daten der Fortschreibung durch die örtlichen Zivilregistrierungsbüros (Disdukcapil).
| Struktur- code | Kecamatan                | Kelurahan              | Bevölkerung am Jahresende 2022 | Bevölkerung am Jahresende 2022 | Bevölkerung am Jahresende 2022 | Bevölkerung am Jahresende 2022 | Bevölkerung am Jahresende 2023 | Bevölkerung am Jahresende 2023 | Bevölkerung am Jahresende 2023 | Bevölkerung am Jahresende 2023 | Bevölkerung am Jahresende 2023 |
| Struktur- code | Kecamatan                | Kelurahan              | Fläche (km²)                   | Insg.                          | männl.                         | weibl.                         | Insg.                          | männl.                         | weibl.                         | Dichte                         | Sex Ratio 2                    |
| -------------- | ------------------------ | ---------------------- | ------------------------------ | ------------------------------ | ------------------------------ | ------------------------------ | ------------------------------ | ------------------------------ | ------------------------------ | ------------------------------ | ------------------------------ |
| 21.72.01.1001  | 00Tanjung Pinang Barat00 | Tanjung Pinang Barat00 | 1,57                           | 15.087                         | 7.585                          | 7.502                          | 14.952                         | 7.527                          | 7.425                          | 9.523,6                        | 101,37                         |
| 21.72.01.1002  | 00Tanjung Pinang Barat00 | Kemboja                | 0,87                           | 15.865                         | 7.987                          | 7.878                          | 13.217                         | 6.639                          | 6.578                          | 15.192,0                       | 100,93                         |
| 21.72.01.1003  | 00Tanjung Pinang Barat00 | Kampung Baru           | 1,57                           | 10.194                         | 5.165                          | 5.029                          | 10.092                         | 5.071                          | 5.021                          | 6.428,0                        | 101,00                         |
| 21.72.01.1004  | 00Tanjung Pinang Barat00 | Bukit Cermin           | 0,55                           | 8.197                          | 4.026                          | 4.171                          | 8.056                          | 3.962                          | 4.094                          | 14.647,3                       | 96,78                          |
| 21.72.02.1001  | 00Tanjung Pinang Timur   | Melayu Kota Piring     | 3,74                           | 16.300                         | 8.243                          | 8.057                          | 16.360                         | 8.286                          | 8.074                          | 4.374,3                        | 102,63                         |
| 21.72.02.1002  | 00Tanjung Pinang Timur   | Kampung Bulang         | 2,28                           | 8.395                          | 4.127                          | 4.268                          | 8.435                          | 4.165                          | 4.270                          | 3.699,6                        | 97,54                          |
| 21.72.02.1003  | 00Tanjung Pinang Timur   | Air Raja               | 19,45                          | 14.475                         | 7.331                          | 7.144                          | 15.194                         | 7.710                          | 7.484                          | 781,2                          | 103,02                         |
| 21.72.02.1004  | 00Tanjung Pinang Timur   | Batu Ix                | 21,78                          | 36.699                         | 18.528                         | 18.171                         | 39.545                         | 20.008                         | 19.537                         | 1.815,7                        | 102,41                         |
| 21.72.02.1005  | 00Tanjung Pinang Timur   | Pinang Kencana         | 14,25                          | 33.948                         | 17.143                         | 16.805                         | 35.402                         | 17.878                         | 17.524                         | 2.484,4                        | 102,02                         |
| 21.72.03.1001  | 00Tanjung Pinang Kota    | Tanjung Pinang Kota    | 0,61                           | 4.939                          | 2.415                          | 2.524                          | 4.812                          | 2.351                          | 2.461                          | 7.888,5                        | 95,53                          |
| 21.72.03.1003  | 00Tanjung Pinang Kota    | Senggarang             | 13,92                          | 3.869                          | 2.023                          | 1.846                          | 3.867                          | 2.019                          | 1.848                          | 277,8                          | 109,25                         |
| 21.72.03.1004  | 00Tanjung Pinang Kota    | Penyengat              | 1,27                           | 2.336                          | 1.182                          | 1.154                          | 2.348                          | 1.186                          | 1.162                          | 1.848,8                        | 102,07                         |
| 21.72.03.1005  | 00Tanjung Pinang Kota    | Kampung Bugis          | 26,89                          | 4.967                          | 2.608                          | 2.359                          | 7.540                          | 3.906                          | 3.634                          | 280,4                          | 107,48                         |
| 21.72.04.1001  | 00Bukit Bestari          | Tanjung Pinang Timur   | 1,84                           | 9.327                          | 4.664                          | 4.663                          | 9.266                          | 4.626                          | 4.640                          | 5.035,9                        | 99,70                          |
| 21.72.04.1002  | 00Bukit Bestari          | Dompak                 | 32,03                          | 4.330                          | 2.246                          | 2.084                          | 4.565                          | 2.374                          | 2.191                          | 142,5                          | 108,35                         |
| 21.72.04.1003  | 00Bukit Bestari          | Tanjung Ayun Sakti     | 1,57                           | 11.180                         | 5.535                          | 5.645                          | 11.180                         | 5.523                          | 5.657                          | 7.121,0                        | 97,63                          |
| 21.72.04.1004  | 00Bukit Bestari          | Sei Jang               | 4,34                           | 17.545                         | 8.732                          | 8.813                          | 17.385                         | 8.641                          | 8.744                          | 4.005,8                        | 98,82                          |
| 21.72.04.1005  | 00Bukit Bestari          | Tanjung Unggat         | 1,84                           | 13.900                         | 6.925                          | 6.975                          | 13.890                         | 6.960                          | 6.930                          | 7.548,9                        | 100,43                         |
| 21.72          | Kota Tanjung Pinang      | Kota Tanjung Pinang    | 150,37                         | 231.553                        | 116.465                        | 115.088                        | 236.106                        | 118.832                        | 117.274                        | 1.570,2                        | 101,33                         |